# Besucherbergwerk Graf Wittekind
Das Besucherbergwerk Graf Wittekind ist ein Besucherbergwerk im Dortmunder Stadtteil Syburg. Das Besucherbergwerk ist aus den ehemaligen Zechen Graf Wittekind und Schleifmühle entstanden. Es befindet sich am Westhang des Syberges unterhalb der Hohensyburg. Das Besucherbergwerk ist Bestandteil des Syburger Bergbauweges.

## Entstehung
Die Geschichte des Steinkohlenbergbaus am Syberg in Dortmund-Syburg lässt sich über 400 Jahre zurückverfolgen und in drei große Betriebsphasen unterteilen. Am Westhang des Syberges hatte sich der Schleifmühlenbach über lange Zeit in das Gebirge gegraben und dadurch an mehreren Stellen das Magerkohlenflöz Sengsbank freigelegt. Bereits 1582 existierte urkundlich nachweisbar der Abbau von Steinkohle aus dem Flöz Sengsbank im Bereich des heutigen Besucherbergwerks in sogenannten Pingen. Hierzu legte man dort, wo das Flöz bis an die Erdoberfläche reichte, kleine flache Gruben an, in denen man die Kohle quasi im Tagebau abbaute. Eine Abbaumethode, mit der zunächst nur kleine Mengen an Kohle gefördert werden konnten. Der Abbau im sogenannten „Beckerschen Feld“ erfolgte in der ersten Betriebsphase zunächst bis mindestens 1663.
Mit Übergang zum Stollenbergbau war man schließlich in der Lage, das Flöz an mehreren Stellen auf größerer Fläche in Abbau zu nehmen. Im Bereich des heutigen Besucherbergwerks lag das Flöz Sengsbank mit einer Mächtigkeit (= Stärke/Höhe) von 50–60 cm und einer Neigung von 25–30° im Hang (siehe Skizze). Durch Stollen, die man von den Talhängen aus in den Berg trieb, erreichte man das Flöz und fuhr darin Abbaustrecken auf. Diese Strecken wurden wiederum durch Auf- und Abhauen (=kleine, schräge Verbindungsschächte zwischen den einzelnen Abbaustrecken, die in der Neigung des Flözes angelegt wurden) miteinander verbunden und die dazwischen liegende Kohle abgebaut. Auf diese Weise war es möglich, das Flöz systematisch und großflächig abzubauen.
In der zweiten Betriebsphase wurde 1740 das Bergwerk Schleifmühle in Betrieb genommen, das sich u. a. im Bereich des alten Abbaus im Beckerschen Feld befand. Das Flöz war durch mehrere Stollen erschlossen worden. Die Förderung lag 1755 bei 164 t/Jahr, die mit einer Belegschaft von 6 Mann abgebaut wurde. Die Kohle fand vorwiegend in Schmieden und Kalköfen im Raum Hagen Verwendung. 1801 endete der Abbau durch das Bergwerk Schleifmühle und der Betrieb wurde eingestellt.
Erst 1858 gab es an gleicher Stelle wieder Bestrebungen Kohle abzubauen, jedoch dauerte es aufgrund von Streitigkeiten über die Abbaurechte noch weitere 10 Jahre, bis durch das neue Bergwerk Graf Wittekind wieder Steinkohle am Syberg gefördert wurde. Für diesen sogenannten Nachlesebergbau, bei dem stehengebliebene Flözbereiche im oberen Bereich des Hanges abgebaut wurden, nutzte man teilweise alte Stollen und Grubenbaue des Vorgängerbetriebes „Schleifmühle“ und ergänzte diese durch weitere Stollen auf der südlichen Talseite. Noch vor 1900 kam der Betrieb jedoch aus wirtschaftlichen Gründen zum Erliegen und wurde endgültig stillgelegt. Während des Zweiten Weltkrieges dienten Teile der Grubenbaue den Syburger Bürgern als Schutzräume während der Luftangriffe und auch nach dem Krieg blieben die Stollen offen. Erst 1977 wurden die Stollenmundlöcher des Förderstollens und des Stollens Nr. 4 aus Haftungsgründen von der Stadt Dortmund zugeschüttet. Von 1986 an wurden die untertägigen Stollenanlagen vom Förderverein Bergbauhistorischer Stätten Ruhrrevier restauriert und wiederhergestellt. Seit 1997 sind die Stollenanlagen ein von der Bergbehörde anerkanntes und überwachtes Besucherbergwerk.

## Aufwältigung und Erhalt
Innerhalb des 1982 gegründeten Fördervereins Bergbauhistorischer Stätten Ruhrrevier e. V. wurde 1986 der Arbeitskreis Dortmund gegründet, der zunächst den heutigen Bergbauwanderweg am Syberg anlegte und sich mit der Geschichte des hiesigen Bergbaus befasste. In diesem Zusammenhang kam auch die Überlegung auf, die alten Grubenbaue (=untertägige Bereiche des Bergwerks) am Syberg ausfindig zu machen und zu öffnen, um einen Erhalt der montanhistorischen Relikte zu prüfen. Schon wenige Monate nach Gründung des Arbeitskreises wurde der erste Stollen geöffnet und ein erster Blick in die alten Grubenbaue möglich. Diese Bemühungen führten schließlich dazu, dass nach Abklärung aller rechtlichen und behördlichen Fragestellungen mit der Freilegung und Aufwältigung der ersten Grubenbaue begonnen werden konnte.
Nachdem man zunächst die Mundlöcher des Stollens 4 und des Förderstollens Graf Wittekind, sowie im weiteren Verlauf u. a. des Förderstollens Schleifmühle freigelegt und gesichert hatte, begannen wenig später auch die ersten Aufwältigungsarbeiten im sich daran anschließenden Grubengebäude. Hierbei wurden die Grubenbaue durch Einbringen von neuem Ausbau (= vorwiegend Holzkonstruktionen zum Abstützen des Gebirges über den Grubenbauen) ersetzt und herabgebrochenes Gestein aus dem Weg geräumt. Die dazu erforderlichen Arbeiten forderten den Mitgliedern des Arbeitskreises viel Kraft ab, da ein Großteil der Strecken und Stollen nur eine sehr geringe Höhe und Breite aufwiesen.
Nach und nach wurde auf diese Weise in ehrenamtlicher Arbeit innerhalb der letzten rund 30 Jahre ein Streckennetz von bisher rd. 500 m freigelegt. Seit 1997 ist das Bergwerk ein offizielles Besucherbergwerk, dessen noch immer ehrenamtliche Mitarbeiter jedes Jahr rund 500 Besucher durch die Welt des Bergbaus vor 200 – 300 Jahren führen.

## Heutige Nutzung
Das Besucherbergwerk wird jährlich von rd. 500 Besuchern besichtigt. Die Führungen finden samstags ab 9:30 Uhr nach vorheriger Vereinbarung statt. Ein Ansprechpartner für die Terminvergabe ist auf der Webseite des Besucherbergwerks ersichtlich. Aus Sicherheitsgründen können max. 5 Besucher pro Grubenführer an einer Führung teilnehmen, wobei mehrere Gruppen gleichzeitig die Grube befahren können. Für die Befahrung der Grubenbaue werden die Besucher mit Schutzhelm, Overall, Knieschonern, Schutzhandschuhen, Arschleder und Grubenlampe ausgestattet. Der Förderverein weist darauf hin, dass trotz der Schutzkleidung die darunter getragene Privatkleidung verschmutzen kann. Auch die während der Befahrung getragenen Schuhe können stark verschmutzen. Die ca. 2–2,5-stündige Befahrung der Stollen erfolgt teilweise in gebückter Haltung, überwiegend jedoch kriechend auf allen Vieren und ist körperlich anstrengend. Es können Stollen mit einer Gesamtlänge von rund 500 Metern und frühe Abbausysteme im Besucherbergwerk Graf Wittekind besichtigt werden. Über Förderberge klettern die Besucher zu höher gelegenen oder rutschen zu tiefer gelegenen Grubenbauen und überwinden dabei einen Höhenunterschied von bis zu 60 m. Für Personen, die selber einmal die Arbeit der Bergleute im frühen Bergbau ausführen möchten oder Interesse an einer dauerhaften Mitarbeit im Team des Besucherbergwerks haben, bietet der Förderverein sogenannte Schnupperschichten an.

## Galerie

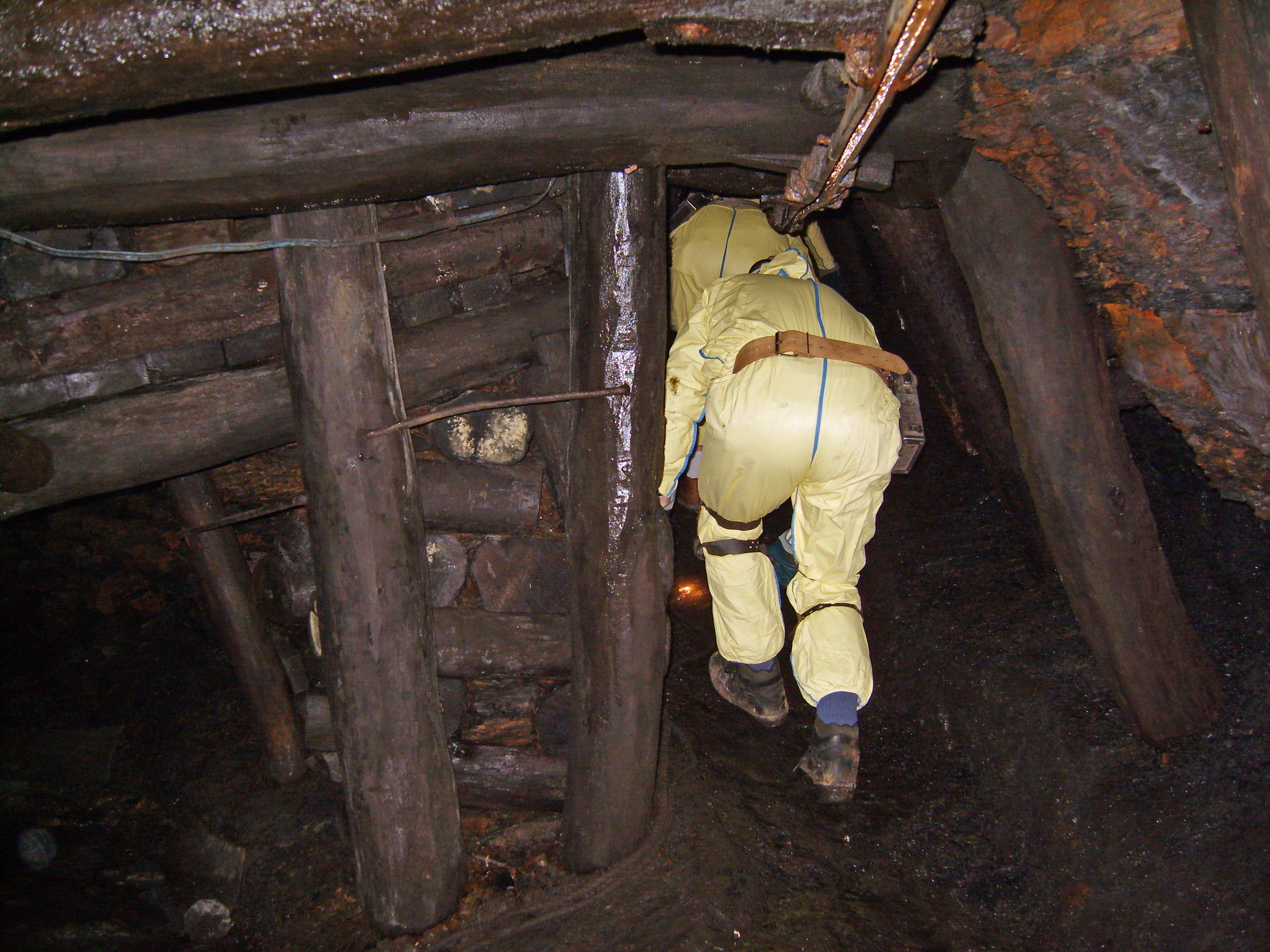
Führung im Besucherstollen
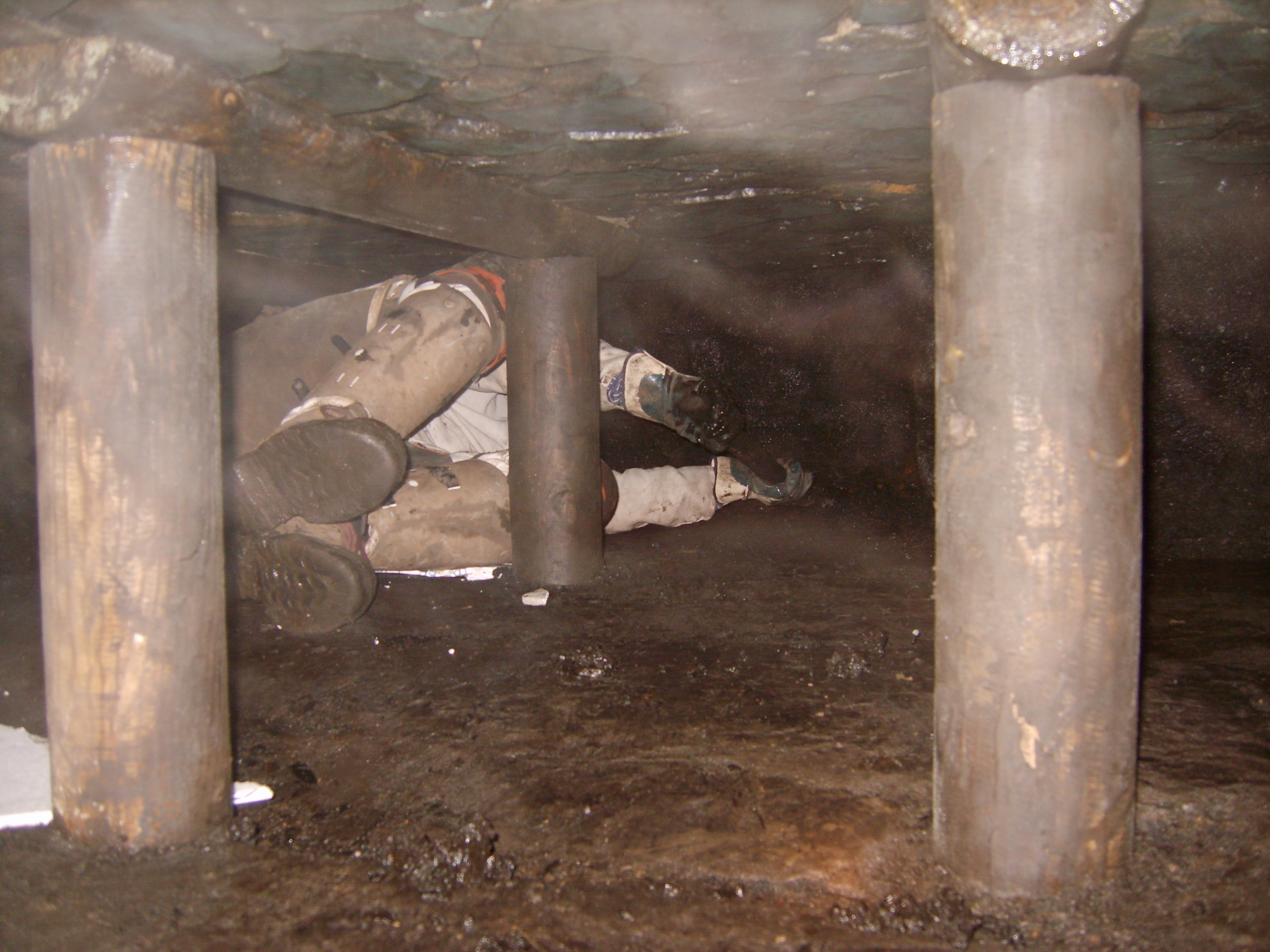
Vor Ort: Schrämen